# Rich Sommer
Rich Sommer (nacido el 2 de febrero de 1978) es un actor estadounidense, mejor conocido por su interpretación de Harry Crane en la serie dramática de AMC Mad Men (2007-2015) por la que ganó dos premios del Sindicato de Actores junto con el reparto de la serie. También es conocido por sus papeles en las películas de comedia y drama The Devil Wears Prada (2006), Celeste and Jesse Forever (2012), The Giant Mechanical Man (2012), Hello, My Name Is Doris (2015) y BlackBerry ( 2023), así como la voz de Henry en el videojuego Firewatch de 2016. Actuó como invitado en varios episodios de Elementary. Más recientemente, interpretó al detective Dean Riley en la serie de televisión de drama criminal de The CW In the Dark (2019).

## Temprana edad y educación
Sommer nació en Ohio y se crio en Stillwater, Minnesota, donde se educó en Oak-Land Junior High School y Stillwater Area High School. Luego asistió a Concordia College en Moorhead, Minnesota, donde se especializó en teatro y cantó en The Concordia Choir. Sommer estudió improvisación en Brave New Workshop en Minneapolis y comenzó un grupo de improvisación, Slush Puppies, en Moorhead. En 2004, recibió su Maestría en Bellas Artes en actuación de la Universidad Case de la Reserva Occidental en Cleveland, Ohio. Sommer regresó a la escuela en 2006 para enseñar rompehielos a estudiantes de derecho y nuevamente en 2008 para realizar un taller de improvisación con estudiantes de teatro de pregrado.

## Carrera
El papel cinematográfico más notable de Sommer hasta la fecha es el del amigo de Anne Hathaway, Doug, en la película de 2006 The Devil Wears Prada. Ha aparecido en comerciales para empresas como Bud Light, Dairy Queen, Nextel y Sprint.

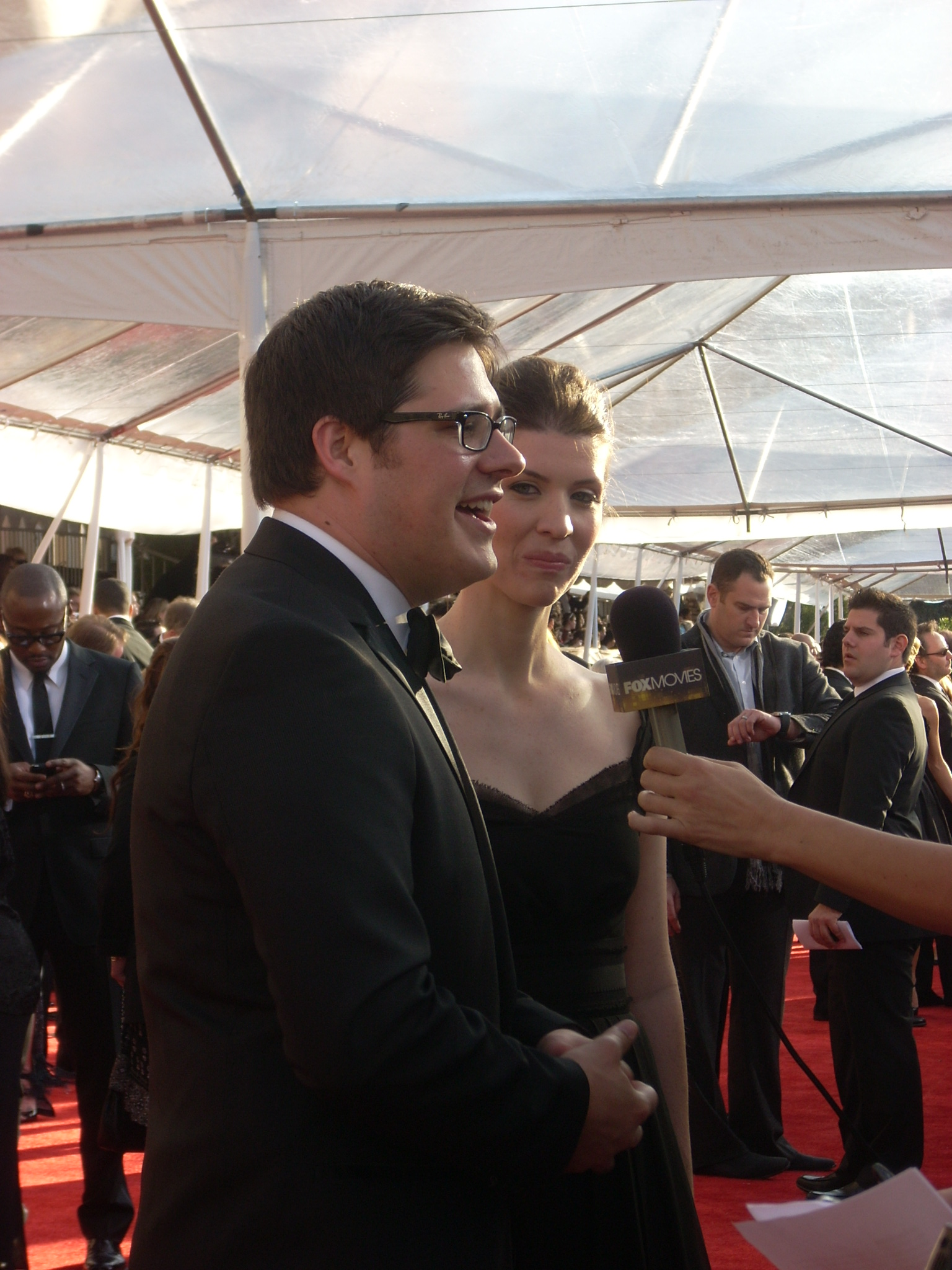
Sommer en los Premios del Sindicato de Actores de 2009

Desde 2007 hasta su finalización en 2015, Sommer mantuvo un papel regular en la serie dramática de época de AMC Mad Men como Harry Crane, un comprador de medios que se convierte en jefe del departamento de televisión en una agencia de publicidad de Avenida Madison en la década de 1960. En 2008, Sommer apareció como estrella invitada en dos episodios de la serie de comedia de situación de falso documental de NBC The Office, interpretando el papel de Alex. En 2010, interpretó a Jimmy Wilson en una aparición especial en Ugly Betty.
En 2011, Sommer protagonizó dos episodios de la serie de suspenso y drama de The CW Nikita como el ingeniero eléctrico y asesor de la CIA Malcolm Mitchell. Al año siguiente, coprotagonizó con Bob Odenkirk y Jenna Fischer la película de comedia romántica The Giant Mechanical Man. En mayo de 2012, comenzó las representaciones de la producción de Harvey en Broadway de Roundabout Theatre Company, coprotagonizada junto a Jim Parsons. También ese mismo año, actuó como invitado en la serie de procedimientos policiales de NBC Law & Order: Special Victims Unit como Boyd Hartwell.
El 1 de marzo de 2014, se informó que Sommer había sido elegido para el programa piloto deCBS Good Session; sin embargo, la cadena luego se negó a recoger el proyecto para una serie. En noviembre de 2014, Sommer repitió su papel de Harlan Emple en un episodio de la serie dramática de procedimiento de CBS Elementary, después de haber protagonizado como invitado al personaje en un episodio el año anterior. Del 2 de febrero al 13 de marzo de 2016, Sommer protagonizó la reposición Off-Broadway de la obra de teatro Buried Child de Sam Shepard, con Ed Harris y Amy Madigan. Ese mismo año, también coprotagonizó la película biográfica LBJ de Rob Reiner como el secretario de prensa Pierre Salinger, junto a Woody Harrelson en el papel principal.
En 2018, Sommer apareció en la película de terror y misterio Verano del 84, junto a Graham Verchere, Judah Lewis y Tiera Skovbye.
Sommer es uno de los favoritos de los fanáticos en el podcast Never Not Funny, presentado por el comediante y pionero Jimmy Pardo. En 2020, se convirtió en un invitado recurrente en la versión de transmisión de The George Lucas Talk Show, apareciendo como él mismo y como su propio compañero de cuarto ficticio, Steven Charleston.

## Vida personal
Sommer vive en Los Ángeles con su esposa, Virginia Donohoe, con quien se casó el 13 de agosto de 2005. Ellos tienen dos niños.
Sommer es fanático de los juegos de mesa y presenta un podcast sobre ellos llamado CARDBOARD!

## Filmografía

### Películas
| Año  | Título                               | Papel             | Notas                |
| ---- | ------------------------------------ | ----------------- | -------------------- |
| 2004 | Death 4 Told                         | Donnie            | Segmento: "Folklore" |
| 2006 | The Devil Wears Prada                | Doug              |                      |
| 2007 | Pose Down                            | Fred              |                      |
| 2010 | Radio Free Albemuth                  | FBI Agent #2      |                      |
| 2011 | Mr. Stache                           | Mr. Stache        | Cortometraje         |
| 2012 | Celeste and Jesse Forever            | Max               |                      |
| 2012 | The Giant Mechanical Man             | Brian             |                      |
| 2012 | Fairhaven                            | Sam               |                      |
| 2015 | Hello, My Name Is Doris              | Robert            |                      |
| 2015 | My Name Is David                     | His GRE Student   |                      |
| 2016 | LBJ                                  | Pierre Salinger   |                      |
| 2017 | El día de la novia                   | Buddy             |                      |
| 2017 | A Crooked Somebody                   | Michael Vaughn    |                      |
| 2018 | Verano del 84                        | Wayne Mackey      |                      |
| 2018 | A Futile and Stupid Gesture          | Harry Crane       |                      |
| 2019 | Code Geass: Fukkatsu no Lelouch      | Shesthaal (voz)   | Doblaje en inglés    |
| 2021 | King Richard                         | Patrick Dougherty |                      |
| 2022 | Scare Package II: Rad Chad's Revenge | Rick              |                      |
| 2023 | Fair Play                            | Paul              |                      |
| 2023 | BlackBerry                           | Paul Stannos      |                      |

### Televisión
| Año       | Título                                     | Papel                        | Notas                                                                      |
| --------- | ------------------------------------------ | ---------------------------- | -------------------------------------------------------------------------- |
| 2007      | Law & Order                                | Mike Scholl                  | Episodio: "Talking Points"                                                 |
| 2007–2015 | Mad Men                                    | Harry Crane                  | 79 episodios                                                               |
| 2008      | Sin rastro                                 | Will Herring                 | Episodio: "Article 32"                                                     |
| 2008      | The Office                                 | Alex                         | Episodios: "Weight Loss", "Customer Survey"                                |
| 2009      | Law & Order                                | Zach Marshall                | Episodio: "Doped"                                                          |
| 2009      | The Storm                                  | Dr. Jack Hoffman             | 2 episodios                                                                |
| 2010      | Ugly Betty                                 | Jimmy Wilson                 | Episodio: "Fire and Nice"                                                  |
| 2010      | Burn Notice                                | Winston                      | Episodio: "Friends and Enemies"                                            |
| 2011      | CSI: Crime Scene Investigation             | Scott Horan                  | Episodio: "Man Up"                                                         |
| 2011      | Curb Your Enthusiasm                       | Veterinario                  | Episodio: "Vow of Silence"                                                 |
| 2011      | Nikita                                     | Malcolm Mitchell             | 2 episodios                                                                |
| 2012      | Law & Order: Special Victims Unit          | Boyd Hartwell                | Episodio: "Valentine's Day"                                                |
| 2013–2018 | Elementary                                 | Harlan Emple                 | 3 episodios                                                                |
| 2014      | The League                                 | Freddie Mandino              | Episodio: "The Beach House"                                                |
| 2015      | Los Simpson                                | Young Man (voz)              | Episodio: "My Fare Lady"                                                   |
| 2015–2017 | Regular Show                               | Del Hanlon (voz)             | 7 episodios                                                                |
| 2015      | Comedy Bang! Bang!                         | Agent Bill Ritz              | Episodio: "Skylar Astin Wears Blue Jeans and Weathered Brown Desert Boots" |
| 2015      | Wet Hot American Summer: First Day of Camp | Graham                       | 6 episodios                                                                |
| 2015      | Playing House                              | Brian                        | Episodio: "Sleepless in Pinebrook"                                         |
| 2016–2017 | Love                                       | Dustin                       | 5 episodios                                                                |
| 2016      | Last Week Tonight with John Oliver         | Apple Engineer               | Episodio: "Encryption"                                                     |
| 2016      | Grey's Anatomy                             | Noah                         | Episodio: "At Last"                                                        |
| 2016–2020 | Elena de Ávalor                            | Capitán Daniel Turner (voz)  | 9 episodios                                                                |
| 2016      | Adventure Time                             | Grand Prix (voz)             | Episodio: "Daddy-Daughter Card Wars"                                       |
| 2016      | Masters of Sex                             | Dale Connelly                | 2 episodios                                                                |
| 2017–2019 | GLOW                                       | Mark Eagan                   | 12 episodios                                                               |
| 2017      | Wet Hot American Summer: Ten Years Later   | Graham                       | 6 episodios                                                                |
| 2018      | Adam Ruins Everything                      | (voz)                        | 3 episodios                                                                |
| 2018      | Champaign ILL                              | Zack Chevalier               | Episodio: "Loop De Loop Fastballs"                                         |
| 2019      | FBI                                        | Dr. Ed Praeger               | Episodio: "Apex"                                                           |
| 2019–2020 | In the Dark                                | Detective Dean Riley         | 26 episodios                                                               |
| 2020      | Run                                        | Laurence Richardson          | 5 episodios                                                                |
| 2020      | F Is for Family                            | Varias voces                 | Episodio: "Land Ho!"                                                       |
| 2020–2022 | Close Enough                               | Keith Nash (voz)             | 3 episodios                                                                |
| 2020–2022 | The George Lucas Talk Show                 | Himself / Steven Charleston  | 8 episodios                                                                |
| 2022      | The Dropout                                | Kevin Hunter                 | Episodio: "Old White Men"                                                  |
| 2022      | Minx                                       | Lenny                        | 3 episodios                                                                |
| 2022–2023 | Alice's Wonderland Bakery                  | Capitán Dodo / various (voz) | 8 episodios                                                                |
| 2022      | Firebuds                                   | Mr. Wexell (voz)             | Episodio: "Marsh Mayhem/The Art of Friendship"                             |
| 2023      | White House Plumbers                       | Egil Krogh                   |                                                                            |

### Videojuego
| Año  | Título          | Papel                         |
| ---- | --------------- | ----------------------------- |
| 2011 | L.A. Noire      | John Cunningham               |
| 2016 | Firewatch       | Henry                         |
| 2020 | Half-Life: Alyx | Larry, Drone, Combine Soldier |
| 2020 | Dota 2          | Aghanim                       |

### Teatro
| Año  | Título                                      | Papel        | Notas              |
| ---- | ------------------------------------------- | ------------ | ------------------ |
| 2012 | Harvey                                      | Duane Wilson | Studio 54          |
| 2013 | The Unavoidable Disappearance of Tom Durnin | Chris Wyatt  | Laura Pels Theatre |
| 2016 | Buried Child                                | Bradley      | Jewel Box Theatre  |